# Tkanka podporowa
Tkanka podporowa, tkanka szkieletowa, tkanka oporowa – rodzaj tkanki łącznej występujący głównie u kręgowców. Tworzy szkielet organizmu, zapewniając mu określony kształt i odporność mechaniczną. Istnieją dwa rodzaje tkanek oporowych: chrzęstna i kostna.

## Tkanka podporowa chrzęstna
Zbudowana jest z komórek i istoty międzykomórkowej czyli włókien tkanki łącznej i istoty podstawowej.
| Rodzaj tkanki              | Charakterystyka |
| -------------------------- | --- |
| Tkanka chrzęstna sprężysta | Zawiera liczne włókna elastyczne – w istocie podstawowej zanurzona jest bardzo delikatna siateczka elastycznych włókien. Z tkanki tej zbudowane są: małżowina uszna, krtań i nagłośnia. Chrząstki sprężyste nie ulegają mineralizacji. |
| Tkanka chrzęstna szklista  | Rodzaj tkanki łącznej chrzęstnej, odporny na ścierania – w półprzezroczystej, lśniącomlecznej istocie podstawowej znajdują się liczne grupy chondrocytów, a między nimi znajdują się włókna kolagenowe. Znajduje się na powierzchniach stawowych, przymostkowych częściach żeber, tworzy przegrodę nosa. Tworzy ludzki szkielet w okresie zarodkowym i płodowym (wówczas dość szybko jest zastępowana przez kość). Ma zdolność do remineralizacji. |
| Tkanka chrzęstna włóknista | Zawiera włókna kolagenowe ułożone w pęczki. Jest mało podatna na zerwanie. Tworzy więzadła stawowe, spojenie łonowe, dyski w kręgosłupie. |

## Tkanka podporowa kostna
Jest to rodzaj tkanki łącznej. Składa się z części organicznej – między innymi włókien kolagenu i komórek – oraz mineralnej (związków wapnia, magnezu i fosforu). 
Chemicznie kość zbudowana jest z materiałów kompozytowych, czyli ze składników organicznych tworzących osseinę, dzięki której kość jest sprężysta, oraz składników nieorganicznych, czyli soli wapnia i fosforu (dihydroksyapatytów), dzięki którym kość jest twarda. 
Histologiczne kość jest narządem złożonym z wielu różnych tkanek. Głównym składnikiem jest tkanka kostna (zespół komórek kostnych i substancji międzykomórkowej), ale zawiera ona także tkankę tłuszczową, krwiotwórczą, chrzęstną i inne. 
Każda kość pokryta jest okostną, a powierzchnie kości przylegające do siebie pokrywa chrząstka stawowa. Część zewnętrzną kości stanowi istota zbita, wewnętrzną zaś istota gąbczasta.
| Rodzaj tkanki                 | Charakterystyka |
| ----------------------------- | --- |
| Grubowłóknista (splotowata)   | Znajduje się w miejscu przyczepów ścięgien do kości, w błędniku kostnym, szwach kości czaszki, kosteczkach słuchowych         |
| Drobnowłóknista (blaszkowata) | Zbudowane z niej są kości długie i płaskie. Tkanka drobnowłóknista dzieli się z kolei na: - gąbczastą (beleczkowatą) - zbitą. |

| Rodzaj kości         | Charakterystyka |
| -------------------- | --- |
| Kości długie         | Długość tego rodzaju kości znacznie przewyższa ich szerokość i grubość. W ich budowie wyróżnia się sztywny trzon oraz nieco bardziej sprężyste nasady (bliższą i dalszą). Przykładem kości długich są: kość ramienna, kość łokciowa, kość promieniowa, kość udowa, kość piszczelowa i kość strzałkowa. Kości długie występują więc przede wszystkim w kończynach. |
| Kości krótkie        | W tego rodzaju kościach wszystkie wymiary są podobne. Do tej grupy należą liczne kości nadgarstka i stępu (kość skokowa, łódkowata, piętowa z guzem piętowym, sześcienna, klinowata: przyśrodkowa, pośrodkowa i boczna) |
| Kości płaskie        | Długość i szerokość tego rodzaju kości znacznie przekraczają ich grubość. Przykładami są np. kości sklepienia mózgoczaszki, mostek, kość biodrowa i łopatka. Tego rodzaju kości pełnią przede wszystkim funkcje ochronne i krwiotwórcze. Posiadają płaski trzon są wytrzymałe na urazy mechaniczne.                                                               |
| Kości różnokształtne | To kości o najbardziej nieregularnym kształcie, na przykład żuchwa, rzepka, kości podniebienne. Nie posiadają trzonu. |